# Disuguaglianza di Pólya-Szegő
In analisi funzionale, una branca della matematica, la disuguaglianza di Pólya-Szegő o disuguaglianza di Szegő afferma che se una funzione appartiene allo spazio di Sobolev {\displaystyle W^{1,p}} allora anche il suo riordinamento radiale appartiene a tale spazio; inoltre il riordinamento ha norma minore o al più uguale.

## La disuguaglianza
Siano {\displaystyle 1\leq p<+\infty } e {\displaystyle u:\mathbb {R} ^{n}\to \mathbb {R} ^{+}} di {\displaystyle W^{1,p}(\mathbb {R} ^{n})}. Allora vale:
{\displaystyle \int _{\mathbb {R} ^{n}}|\nabla u^{*}|^{p}d{\mathcal {H}}^{n}\leq \int _{\mathbb {R} ^{n}}|\nabla u|^{p}d{\mathcal {H}}^{n}}

## Dimostrazione
La dimostrazione fa uso della disuguaglianza di Hölder, della formula di coarea e della disuguaglianza isoperimetrica, ed è più semplice nel caso in cui {\displaystyle p>1}. Sia {\displaystyle \Omega } un aperto contenente il compatto su cui è definita la funzione.
Le funzioni {\displaystyle C^{\infty }} a supporto compatto in {\displaystyle \Omega } sono un sottoinsieme denso di {\displaystyle W_{0}^{1,p}(\Omega )}. Si può trovare quindi una successione {\displaystyle u_{k}} tale che {\displaystyle u_{k}\to u} in norma {\displaystyle W^{1,p}(\Omega )}. Le {\displaystyle u_{k}} sono chiaramente Lipschitziane essendo almeno {\displaystyle C^{1}(\Omega )} e a supporto compatto. Per le funzioni Lipschitziane vale:
{\displaystyle \left(\int _{\mathbb {R} ^{n}}|\nabla u_{k}^{*}(x)|^{p}dx\right)^{\frac {1}{p}}\leqslant \left(\int _{\mathbb {R} ^{n}}|\nabla u_{k}(x)|^{p}dx\right)^{\frac {1}{p}}}
La successione di funzioni {\displaystyle u_{k}} è convergente in {\displaystyle W^{1,p}(\Omega )}, e quindi limitata. Quindi la successione {\displaystyle u_{k}^{*}} è limitata in {\displaystyle W^{1,p}(\Omega )}. Lo spazio {\displaystyle W^{1,p}(\Omega )} è uno spazio riflessivo, esiste allora una sottosuccessione debolmente convergente. Cioè esiste {\displaystyle v\in W^{1,p}(\Omega )} tale che:
{\displaystyle u_{k_{j}}^{*}{\overset {W^{1,p}}{\rightharpoonup }}v}
e per la semicontinuità della norma in topologia debole:
{\displaystyle {\begin{aligned}\|v\|_{W_{1,p}}&\leqslant \liminf _{j\to \infty }\|u_{k_{j}}^{*}\|_{W_{1,p}}\\&\leqslant \liminf _{j\to \infty }\|u_{k_{j}}\|_{W_{1,p}}\\&=\|u\|_{W_{1,p}}\end{aligned}}}
La convergenza debole in {\displaystyle W^{1,p}} implica la convergenza forte in {\displaystyle L^{p}} e la convergenza forte implica l'esistenza di una sottosuccessione convergente puntualmente. Quindi a meno di passare a una sottosuccessione si può supporre {\displaystyle u_{k}^{*}\to v} puntualmente. Essendo {\displaystyle \Omega } limitato si ha l'inclusione compatta di {\displaystyle W^{1,p}(\Omega )} in {\displaystyle L^{p}(\Omega )} e quindi a meno di passare a una sottosuccessione si può supporre che anche {\displaystyle u_{k}\to u} puntualmente. Il limite puntuale delle riarrangiate coincide con la riarrangiata dei limiti puntuali, quindi si ottiene che {\displaystyle v=u^{*}}.